# Países Baixos nos Jogos Olímpicos de Verão de 1936

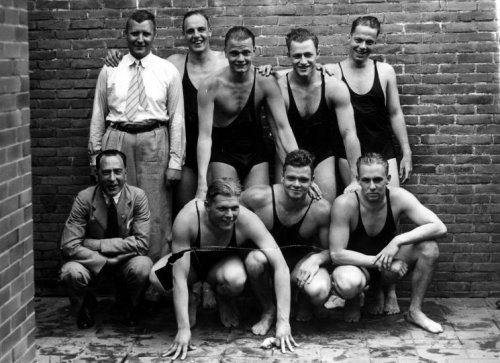
Polo aquático, equipe holandesa de 1936. Destaque para Hans Stam, Hans Maier, Soesoe van Oostrom Soede, Frans Kuyper (técnico) e outros membros

Os Países Baixos participaram dos Jogos Olímpicos de Verão de 1936 em Berlim, na Alemanha. O país participou dos Jogos com 128 atletas em 14 esportes. Em sua oitava participação nos Jogos de Verão, os Países Baixos terminaram em nono lugar no quadro de medalhas.